# Danh sách sản phẩm mạng của Trung tâm Thúy Nga
Các sản phẩm mạng xã hội của Trung tâm Thúy Nga bao gồm Facebook chính thức của Trung tâm Thúy Nga, các kênh Youtube do Trung tâm Thúy Nga quản lý, trong đó đã tổ chức các chương trình Livestream, Paris By Night Collection, Thuý Nga Music Box.

## Livestream
Ngoài ra, Trung tâm Thúy Nga cũng là trung tâm băng nhạc đầu tiên sản xuất các chương trình talkshow được phát trực tiếp (livestream) trên Facebook và Youtube của Trung tâm. Các trương trình livestream hầu hết do MC Ngọc Hân đảm trách, quy tụ các gương mặt nghệ sĩ của Trung tâm. Các chương trình livestream này cũng được khán giả đón đợi và ủng hộ rất nhiều.
| STT | Khách mời | MC                                        | Ngày       |
| --- | --- | ----------------------------------------- | ---------- |
| 1   | Nguyễn Ngọc Ngạn (giới thiệu chương trình thu hình Paris By Night 120)                                                                        | Khánh Hoàng                               | 20/09/2016 |
| 2   | Nhiều nghệ sĩ (Paris By Night 120 Livestream)                                                                                                 | Ngọc Hân                                  | 08/10/2016 |
| 3   | Mai Thiên Vân (giới thiệu DVD & Bluray Liveshow Mai Thiên Vân)                                                                                | Ngọc Hân                                  | 12/05/2017 |
| 4   | Mai Thiên Vân, Đan Nguyên, Hạ Vy, Thái Nguyễn (giới thiệu DVD & Bluray Liveshow Mai Thiên Vân)                                                | Ngọc Hân                                  | 26/05/2017 |
| 5   | Như Quỳnh, Thái Thịnh (giới thiệu DVD & Bluray Paris By Night 122, chương trình thu hình Paris By Night 123)                                  | Ngọc Hân                                  | 22/06/2017 |
| 6   | Phi Nhung, Lam Anh, Đan Nguyên (giới thiệu chương trình thu hình Paris By Night 123)                                                          | Ngọc Hân                                  | 29/06/2017 |
| 7   | Marie Tô, Minh Tuyết, Hoàng Nhung (giới thiệu chương trình thu hình Paris By Night 123)                                                       | Ngọc Hân                                  | 04/07/2017 |
| 8   | Don Hồ, Hương Thủy, Diễm Sương (giới thiệu chương trình thu hình Paris By Night 123)                                                          | Ngọc Hân                                  | 06/07/2017 |
| 9   | Ý Lan, Kỳ Duyên (giới thiệu chương trình thu hình Paris By Night 123)                                                                         | Ngọc Hân                                  | 10/07/2017 |
| 10  | Chí Tài, Trung Dân, Châu Ngọc Hà (giới thiệu chương trìn thu hình Paris By Night 123)                                                         | Ngọc Hân                                  | 11/07/2017 |
| 11  | Ý Lan, Kỳ Duyên, Lương Tùng Quang, Thiên Tôn (giới thiệu chương trình thu hình Paris By Night Divos)                                          | Ngọc Hân                                  | 17/08/2017 |
| 12  | Don Hồ, Trần Thái Hòa, Minh Tuyết (giới thiệu chương trình thu hình Paris By Night Divos)                                                     | Ngọc Hân                                  | 24/08/2017 |
| 13  | Bằng Kiều, Đan Nguyên, Dương Triệu Vũ (giới thiệu chương trình thu hình Paris By Night Divos)                                                 | Ngọc Hân                                  | 30/08/2017 |
| 14  | Nhiều nghệ sĩ (Viet Love For Texas) | Nhiều MC                                  | 08/09/2017 |
| 15  | Ngọc Anh, Mai Thiên Vân (giới thiệu chương trình thu hình Paris By Night 124)                                                                 | Ngọc Hân                                  | 04/10/2017 |
| 16  | Lam Anh, Hà Thanh Xuân, Mai Quốc Huy (giới thiệu chương trình thu hình Paris By Night 124)                                                    | Ngọc Hân                                  | 11/10/2017 |
| 17  | Nguyễn Hồng Nhung, Đan Nguyên (giới thiệu DVD & Bluray Liveshow Nguyễn Hồng Nhung, chương trình thu hình Paris By Night 124)                  | Ngọc Hân                                  | 16/10/2017 |
| 18  | Như Quỳnh, Tâm Đoan (giới thiệu chương trình thu hình Paris By Night 124)                                                                     | Ngọc Hân                                  | 18/10/2017 |
| 19  | Trần Quảng Nam, Đồng Lan (giới thiệu liveshow Trần Quảng Nam)                                                                                 | Ngọc Hân                                  | 23/10/2017 |
| 20  | Phi Nhung, Hạ Vy, Diễm Sương (giới thiệu chương trình thu hình Paris By Night 124)                                                            | Ngọc Hân                                  | 24/10/2017 |
| 21  | Trần Thu Hà, Quang Dũng, Đình Bảo (giới thiệu chương trình thu hình Paris By Night 124)                                                       | Ngọc Hân                                  | 02/11/2017 |
| 22  | Trung Dân, Thanh Hằng, Hoài Tâm (giới thiệu chương trình thu hình Paris By Night 124)                                                         | Ngọc Hân                                  | 07/11/2017 |
| 23  | Henry Chúc, Hồ Lệ Thu, Lương Tùng Quang, Diễm Sương (giới thiệu liveshow Tạ Ơn Em)                                                            | Ngọc Hân                                  | 14/11/2017 |
| 24  | Nguyễn Ngọc Ngạn (giới thiệu chương trình thu hình Gloria 3)                                                                                  | Ngọc Hân                                  | 14/11/2017 |
| 25  | Phi Nhung và con gái Wendy (tâm tình cùng khán giả)                                                                                           | Ngọc Hân                                  | 21/11/2017 |
| 26  | Ý Lan, Quỳnh Hương (tâm tình cùng khán giả)                                                                                                   | Ngọc Hân                                  | 08/12/2017 |
| 27  | Đình Bảo, Lam Anh, Thiên Tôn (mừng Giáng Sinh và giới thiệu DVD Gloria 3)                                                                     | Ngọc Hân                                  | 19/12/2017 |
| 28  | Hương Thủy, Hoài Tâm, Khải Đăng (giới thiệu liveshow Gió Mùa Xuân Tới)                                                                        | Ngọc Hân                                  | 03/01/2018 |
| 29  | Minh Tuyết, Mai Thiên Vân (giới thiệu liveshow Gió Mùa Xuân Tới)                                                                              | Khánh Hoàng                               | 17/01/2018 |
| 30  | Bằng Kiều, Trần Thái Hòa (tưởng niệm nghệ sĩ Văn Chung, giới thiệu liveshow Gió Mùa Xuân Tới)                                                 | Ngọc Hân                                  | 24/01/2018 |
| 31  | Ngọc Ngữ, Hoàng Nhung, Tuấn Quỳnh (giới thiệu liveshow Gió Mùa Xuân Tới)                                                                      | Ngọc Hân                                  | 31/01/2018 |
| 32  | Kỳ Duyên, Việt Hương (tâm tình cùng khán giả, giới thiệu liveshow Gió Mùa Xuân Tới)                                                           | Kỳ Duyên                                  | 05/02/2018 |
| 33  | Thanh Tuyền, Phi Nhung (giới thiệu liveshow Gió Mùa Xuân Tới)                                                                                 | Ngọc Hân                                  | 08/02/2018 |
| 34  | Thanh Tuyền (tưởng niệm nhạc sĩ Nguyễn Văn Đông)                                                                                              | Ngọc Hân                                  | 26/02/2018 |
| 35  | Huỳnh Thi, Minh Tuyết, Khải Đăng (giới thiệu MV Từ Ngày Em Đi, chương trình thu hình Paris By Night 125)                                      | Ngọc Hân                                  | 14/03/2018 |
| 36  | Hương Lan, Mai Thiên Vân (giới thiệu chương trình thu hình Paris By Night 125)                                                                | Ngọc Hân                                  | 21/03/2018 |
| 37  | Hương Thủy, Nguyễn Hồng Nhung (giới thiệu MV Thương Nhớ Cậu Hai, Mãi Một Hình Dung, chương trình thu hình Paris By Night 125)                 | Ngọc Hân                                  | 26/03/2018 |
| 38  | Marie Tô, Ý Lan, Như Quỳnh (giới thiệu chương trình thu hình Paris By Night 125)                                                              | Ngọc Hân                                  | 05/04/2018 |
| 39  | Mạnh Quỳnh, Hạ Vy (giới thiệu chương trình thu hình Paris By Night 125)                                                                       | Ngọc Hân                                  | 11/04/2018 |
| 40  | Lynda Trang Đài, Lưu Bích, Trần Thái Hòa (giới thiệu chương trình thu hình Paris By Night 126)                                                | Ngọc Hân                                  | 18/04/2018 |
| 41  | Don Hồ, Ngọc Anh (giới thiệu chương trình thu hình Paris By Night 126)                                                                        | Ngọc Hân                                  | 25/04/2018 |
| 42  | Nguyễn Ngọc Ngạn, Marie Tô (giới thiệu chương trình thu hình Paris By Night 126)                                                              | Ngọc Hân                                  | 26/04/2018 |
| 43  | Thanh Hà, Như Loan (giới thiệu chương trình thu hình Paris By Night 126)                                                                      | Ngọc Hân                                  | 02/05/2018 |
| 44  | Bằng Kiều, Nguyễn Hồng Nhung, Hoàng Nhung (giới thiệu chương trình thu hình Paris By Night 126)                                               | Ngọc Hân                                  | 09/05/2018 |
| 45  | Quang Lê, Mai Thiên Vân, Daniel Phú (giới thiệu chương trình thu hình Paris By Night 126)                                                     | Ngọc Hân                                  | 09/05/2018 |
| 46  | Kỳ Duyên, Phi Nhung (giới thiệu chương trình thu hình Paris By Night 126)                                                                     | Kỳ Duyên                                  | 10/05/2018 |
| 47  | Lam Anh, Lương Tùng Quang, Dương Triệu Vũ (giới thiệu chương trình thu hình Paris By Night 126)                                               | Ngọc Hân                                  | 16/05/2018 |
| 48  | Chí Tài, Hà Thanh Xuân, Lê Anh Tuấn (giới thiệu chương trình thu hình Paris By Night 126)                                                     | Ngọc Hân                                  | 17/05/2018 |
| 49  | Marie Tô, Ý Lan, Kỳ Duyên, John Nguyễn, Julie Tang (giới thiệu chương trình thu hình Paris By Night 126)                                      | Ngọc Hân                                  | 21/05/2018 |
| 50  | Quang Dũng, Việt Hương, Đan Nguyên (giới thiệu chương trình thu hình Paris By Night 126)                                                      | Ngọc Hân                                  | 22/05/2018 |
| 51  | Ngọc Anh, Lam Anh, Khải Đăng (giới thiệu DVD & Bluray Paris By Night 125, chương trình thu hình Paris By Night 127)                           | Ngọc Hân                                  | 25/07/2018 |
| 52  | Trang Thanh Lan, Hồng Đào, Nguyễn Hồng Nhung (giới thiệu chương trình thu hình Paris By Night 127)                                            | Ngọc Hân                                  | 01/08/2018 |
| 53  | Hương Lan, Hương Thủy (giới thiệu chương trình thu hình Paris By Night 127)                                                                   | Ngọc Hân                                  | 02/08/2018 |
| 54  | Phượng Mai, Như Quỳnh (giới thiệu chương trình thu hình Paris By Night 127)                                                                   | Ngọc Hân                                  | 08/08/2018 |
| 55  | Bằng Kiều, Quỳnh Vi, Diễm Sương (giới thiệu chương trình thu hình Paris By Night 127)                                                         | Ngọc Hân                                  | 09/08/2018 |
| 56  | Thanh Tuyền (giới thiệu chương trình thu hình Paris By Night 127)                                                                             | Ngọc Hân                                  | 13/08/2018 |
| 57  | Shanda Sawyer (giới thiệu chương trình thu hình Paris By Night 127)                                                                           | Ngọc Hân                                  | 15/08/2018 |
| 58  | Trần Thái Hòa, Ngọc Hạ (giới thiệu chương trình thu hình Paris By Night 127)                                                                  | Ngọc Hân                                  | 15/08/2018 |
| 59  | Đan Nguyên, Như Ý (giới thiệu chương trình thu hình Paris By Night 127)                                                                       | Ngọc Hân                                  | 22/08/2018 |
| 60  | Marie Tô, Nguyễn Hưng (giới thiệu chương trình thu hình Paris By Night 127)                                                                   | Ngọc Hân                                  | 23/08/2018 |
| 61  | Phi Nhung, Thái Nguyễn (giới thiệu chương trình thu hình Paris By Night 127)                                                                  | Ngọc Hân                                  | 28/08/2018 |
| 62  | Don Hồ, Minh Tuyết (giới thiệu chương trình thu hình Paris By Night 127)                                                                      | Ngọc Hân                                  | 29/08/2018 |
| 63  | Quang Lê, Hà Thanh Xuân (giới thiệu chương trình thu hình Paris By Night 127)                                                                 | Ngọc Hân                                  | 04/09/2018 |
| 64  | Ngọc Anh, Hà Thanh Xuân, Hương Thủy, Trần Thái Hòa (giới thiệu chương trình thu hình Paris By Night 127)                                      | Ngọc Hân                                  | 14/09/2018 |
| 65  | Nhiều nghệ sĩ (Lễ Giỗ tổ Nghề sân khấu 2018)                                                                                                  | Ngọc Hân Trung Tấn Khánh Hoàng            | 20/09/2018 |
| 66  | Top 14 VSTAR Season 5 - 2018 (giới thiệu chương trình VSTAR)                                                                                  | Ngọc Hân                                  | 24/10/2018 |
| 67  | Thanh Hà, Minh Tuyết, Như Ý (giới thiệu chương trình thu hình Paris By Night 128, MV Người Không Xứng Đáng, Để Cho Em Khóc)                   | Ngọc Hân                                  | 08/11/2018 |
| 68  | Lưu Bích, Don Hồ, Loan Châu (giới thiệu chương trình thu hình Paris By Night 128)                                                             | Ngọc Hân                                  | 14/11/2018 |
| 69  | Kỳ Duyên, Ý Lan, Vũ Khanh (giới thiệu chương trình thu hình Paris By Night 128)                                                               | Ngọc Hân                                  | 20/11/2018 |
| 70  | Hương Lan, Hương Thủy, Băng Tâm (giới thiệu chương trình thu hình Paris By Night 128)                                                         | Ngọc Hân                                  | 28/11/2018 |
| 71  | Chí Tài, Trần Thái Hòa, Lam Anh, Diễm Sương (giới thiệu chương trình thu hình Paris By Night 128)                                             | Ngọc Hân                                  | 29/11/2018 |
| 72  | Mai Thiên Vân, Quang Dũng, Nguyễn Hồng Nhung (giới thiệu chương trình thu hình Paris By Night 128)                                            | Ngọc Hân                                  | 05/12/2018 |
| 73  | Mạnh Quỳnh, Phi Nhung (giới thiệu chương trình thu hình Paris By Night 128)                                                                   | Ngọc Hân                                  | 07/12/2018 |
| 74  | Marie Tô, Thanh Tuyền, Họa Mi (giới thiệu chương trình thu hình Paris By Night 128)                                                           | Ngọc Hân                                  | 11/12/2018 |
| 75  | Như Quỳnh, Quang Lê (giới thiệu chương trình thu hình Paris By Night 128)                                                                     | Ngọc Hân                                  | 12/12/2018 |
| 76  | Trung Dân, Việt Hương, Hoài Tâm (giới thiệu chương trình thu hình Paris By Night 128)                                                         | Ngọc Hân                                  | 12/12/2018 |
| 77  | Nhiều nghệ sĩ (Paris By Night 128 Red Carpet)                                                                                                 | Ngọc Hân                                  | 16/12/2018 |
| 78  | Như Quỳnh, Hương Thủy (giới thiệu liveshow Xuân Họp Mặt)                                                                                      | Ngọc Hân                                  | 02/01/2019 |
| 79  | Đan Nguyên, Mai Thiên Vân, Băng Tâm (giới thiệu liveshow Xuân Họp Mặt)                                                                        | Ngọc Hân                                  | 09/01/2019 |
| 80  | Chí Tài, Hồng Đào, Châu Ngọc Hà, Thái Nguyễn (giới thiệu liveshow Xuân Họp Mặt)                                                               | Ngọc Hân                                  | 22/01/2019 |
| 81  | Nguyễn Ngọc Ngạn (giới thiệu liveshow Xuân Họp Mặt)                                                                                           | Ngọc Hân                                  | 23/01/2019 |
| 82  | Phi Nhung, Thái Thịnh, Hồ Văn Cường, Quỳnh Trang, Tuyết Nhung, Phú Quý (tâm tình cùng khán giả)                                               | Thái Thịnh                                | 23/01/2019 |
| 83  | Minh Tuyết, Hoàng Anh Khang (giới thiệu liveshow Xuân Họp Mặt)                                                                                | Ngọc Hân                                  | 24/01/2019 |
| 84  | Kỳ Duyên, Bằng Kiều, Ngọc Anh (giới thiệu liveshow Xuân Họp Mặt)                                                                              | Ngọc Hân                                  | 31/01/2019 |
| 85  | Ngọc Ngữ, Đặng Hà Duy, Tuấn Quỳnh, Hoàng Nhung (giới thiệu CD Cô Nữ Sinh Gia Long)                                                            | Ngọc Hân                                  | 13/02/2019 |
| 86  | Kỳ Duyên, Việt Hương, Hoài Phương (tâm tình cùng khán giả, giới thiệu DVD & Bluray Paris By Night 128)                                        | Ngọc Hân                                  | 25/02/2019 |
| 87  | Thanh Thảo, Justin Nguyễn, Trần Vi Mỹ (giới thiệu liveshow Thanh Thảo)                                                                        | Ngọc Hân                                  | 06/03/2019 |
| 88  | Vũ Quang Trung, Trần Thu Hà (giới thiệu liveshow Vũ Quang Trung)                                                                              | Ngọc Hân                                  | 06/03/2019 |
| 89  | Thanh Thảo, Quang Dũng (giới thiệu liveshow Thanh Thảo)                                                                                       | Ngọc Hân                                  | 08/03/2019 |
| 90  | Hương Lan, Ý Lan (giới thiệu liveshow Những Giọng Ca Tiếp Nối)                                                                                | Ngọc Hân                                  | 13/03/2019 |
| 91  | Đình Bảo, Lam Anh, Thiên Tôn (giới thiệu liveshow Đình Bảo)                                                                                   | Ngọc Hân                                  | 20/03/2019 |
| 92  | Hương Thủy, Băng Tâm (giới thiệu liveshow Những Giọng Ca Tiếp Nối)                                                                            | Ngọc Hân                                  | 27/03/2019 |
| 93  | Đình Bảo, Nguyễn Hồng Nhung (giới thiệu liveshow Đình Bảo)                                                                                    | Ngọc Hân                                  | 03/04/2019 |
| 94  | Hương Lan, Châu Ngọc Hà (giới thiệu liveshow Những Giọng Ca Tiếp Nối)                                                                         | Ngọc Hân                                  | 09/04/2019 |
| 95  | Đình Bảo, Minh Tuyết, Hiền Thục (giới thiệu liveshow Đình Bảo)                                                                                | Ngọc Hân                                  | 17/04/2019 |
| 96  | Khánh Hà, Trần Thu Hà (giới thiệu liveshow Đình Bảo, liveshow Những Giọng Ca Tiếp Nối)                                                        | Ngọc Hân                                  | 17/04/2019 |
| 97  | Nguyễn Hồng Nhung, Hoàng Anh Khang, Khải Đăng (giới thiệu chương trình thu hình Paris By Night 129)                                           | Ngọc Hân                                  | 01/05/2019 |
| 98  | Như Ý, Diễm Sương, Hoàng Mỹ An (giới thiệu chương trình thu hình Paris By Night 129)                                                          | Ngọc Hân                                  | 08/05/2019 |
| 99  | Chế Linh (giới thiệu chương trình thu hình Paris By Night 129)                                                                                | Ngọc Hân                                  | 13/05/2019 |
| 100 | Chí Tài, Hồng Đào, Hương Thủy (giới thiệu chương trình thu hình Paris By Night 129)                                                           | Ngọc Hân                                  | 21/05/2019 |
| 101 | Tuấn Ngọc, Khánh Hà, Lưu Bích (giới thiệu chương trình thu hình Paris By Night 129)                                                           | Ngọc Hân                                  | 23/05/2019 |
| 102 | Phi Nhung, Khải Đăng (giới thiệu chương trình thu hình Paris By Night 129)                                                                    | Ngọc Hân                                  | 27/05/2019 |
| 103 | Trường Vũ, Như Quỳnh, Mai Thiên Vân (giới thiệu chương trình thu hình Paris By Night 129, MV Mưa Lạnh Tàn Canh)                               | Ngọc Hân                                  | 29/05/2019 |
| 104 | Marie Tô, Thanh Tuyền, Ngọc Ngữ (giới thiệu chương trình thu hình Paris By Night 129, MV Đắp Mộ Cuộc Tình)                                    | Ngọc Hân                                  | 06/06/2019 |
| 105 | Lam Anh, Thiên Tôn, Quỳnh Vi (giới thiệu chương trình thu hình Paris By Night 129)                                                            | Ngọc Hân                                  | 11/06/2019 |
| 106 | Hoài Tâm, Hà Thanh Xuân, Tuấn Quỳnh (giới thiệu chương trình thu hình Paris By Night 129, MV Mưa Trên Biển Vắng)                              | Ngọc Hân                                  | 12/06/2019 |
| 107 | Trịnh Lam, Đan Nguyên, Hoàng Nhung (giới thiệu chương trình thu hình Paris By Night 129)                                                      | Ngọc Hân                                  | 19/06/2019 |
| 108 | Phi Nhung, Hồ Văn Cường, Tuyết Nhung, Quỳnh Trang, Phú Quý (tâm tình cùng khán giả, giới thiệu chương trình thu hình Paris By Night 129)      | Ngọc Hân                                  | 20/06/2019 |
| 109 | Bằng Kiều, Như Loan, Lương Tùng Quang (giới thiệu chương trình thu hình Paris By Night 129)                                                   | Ngọc Hân                                  | 25/06/2019 |
| 110 | Phương Hồng Quế, Ngọc Huyền (giới thiệu liveshow Thanh Tuyền)                                                                                 | Ngọc Hân                                  | 17/07/2019 |
| 111 | Hoàng Mỹ An (tâm tình cùng khán giả, giới thiệu MV Ai Cũng Có Một Tình Yêu Để Quên)                                                           | Ngọc Hân                                  | 19/07/2019 |
| 112 | Nguyễn Ngọc Ngạn (tâm tình cùng khán giả, kể chuyện ma)                                                                                       | Ngọc Hân                                  | 22/07/2019 |
| 113 | Đan Nguyên, Băng Tâm (giới thiệu liveshow Nhạc Vàng Muôn Thuở)                                                                                | Ngọc Hân                                  | 24/07/2019 |
| 114 | Trần Thái Hòa, Ngọc Anh, Đăng Vinh (giới thiệu liveshow Nhạc Vàng Muôn Thuở)                                                                  | Ngọc Hân                                  | 31/07/2019 |
| 115 | Thanh Tuyền, Như Quỳnh, Mai Thiên Vân (giới thiệu liveshow Thanh Tuyền)                                                                       | Ngọc Hân                                  | 13/08/2019 |
| 116 | Thanh Tuyền, Shayla (giới thiệu liveshow Thanh Tuyền)                                                                                         | Ngọc Hân                                  | 20/08/2019 |
| 117 | Sơn Tuyền (giới thiệu liveshow Thanh Tuyền)                                                                                                   | Ngọc Hân                                  | 22/08/2019 |
| 118 | Thanh Tuyền, Chí Tài, Tùng Châu, Marie Tô (giới thiệu liveshow Thanh Tuyền, chương trình thu hình Paris By Night 130, tâm tình cùng khán giả) | Ngọc Hân                                  | 28/08/2019 |
| 119 | Nguyễn Ngọc Ngạn, Nguyễn Cao Kỳ Duyên (tâm tình cùng khán giả)                                                                                | Ngọc Hân                                  | 02/09/2019 |
| 120 | Lam Anh (tâm tình cùng khán giả, giới thiệu đĩa nhựa Chuyện Của Lam)                                                                          | Ngọc Hân                                  | 11/09/2019 |
| 121 | Hương Lan (tâm tình cùng khán giả, giới thiệu DVD Liveshow Hương Lan - Một Đời Sân Khấu)                                                      | Ngọc Hân                                  | 25/09/2019 |
| 122 | Mai Thiên Vân, Đan Nguyên (giới thiệu chương trình thu hình Paris By Night 130)                                                               | Ngọc Hân                                  | 09/10/2019 |
| 123 | Ý Lan, Hương Thủy (giới thiệu chương trình thu hình Paris By Night 130)                                                                       | Ngọc Hân                                  | 15/10/2019 |
| 124 | Marie Tô, Đồng Sơn, Don Hồ, Như Ý (giới thiệu chương trình thu hình Paris By Night 130)                                                       | Ngọc Hân                                  | 16/10/2019 |
| 125 | Hoàng Oanh (tâm tình cùng khán giả, giới thiệu chương trình thu hình Paris By Night 130)                                                      | Ngọc Hân                                  | 23/10/2019 |
| 126 | Nguyễn Ngọc Ngạn (tâm tình cùng khán giả, giới thiệu chương trình thu hình Paris By Night 130)                                                | Anh Dũng                                  | 25/10/2019 |
| 127 | Trần Thái Hòa, Quỳnh Vi, Lam Anh (giới thiệu chương trình thu hình Paris By Night 130)                                                        | Ngọc Hân                                  | 31/10/2019 |
| 128 | Kỳ Duyên, Ngọc Anh, Diễm Sương (giới thiệu chương trình thu hình Paris By Night 130)                                                          | Ngọc Hân                                  | 07/11/2019 |
| 129 | Lương Tùng Quang, Minh Tuyết, Hà Thanh Xuân (giới thiệu chương trình thu hình Paris By Night 130, MV Tình Sen)                                | Ngọc Hân                                  | 14/11/2019 |
| 130 | Đình Bảo, Lam Anh (mừng Giáng Sinh, giới thiệu DVD Liveshow Đình Bảo)                                                                         | Ngọc Hân                                  | 11/12/2019 |
| 131 | Ngọc Ngữ, Châu Ngọc Hà (giới thiệu MV Tà Áo Đêm Noel)                                                                                         | Khánh Hoàng                               | 17/12/2019 |
| 132 | Kỳ Duyên, Trần Thái Hòa, Lương Tùng Quang, Hương Thủy, Mai Thiên Vân (giao lưu Tết Canh Tý 2020)                                              | Ngọc Hân                                  | 21/01/2020 |
| 133 | Ý Lan, Anh Dũng, Ngọc Anh (mừng Lễ tình nhân, giới thiệu liveshow Từ Công Phụng)                                                              | Ngọc Hân                                  | 12/02/2020 |
| 134 | Thiên Tôn, Như Ý, Hoàng Anh Khang (giới thiệu liveshow Từ Công Phụng, MV Em Ơi Tình Ơi)                                                       | Ngọc Hân                                  | 19/02/2020 |
| 135 | Marie Tô, Tuấn Ngọc, Thái Hiền (giới thiệu liveshow Từ Công Phụng)                                                                            | Ngọc Hân                                  | 26/02/2020 |
| 136 | Marie Tô, Thanh Hà, Như Quỳnh (tâm tình cùng khán giả)                                                                                        | Ngọc Hân                                  | 18/07/2020 |
| 137 | Lam Anh, Dũng Đà Lạt, Ngọc Trác (giới thiệu MV Em Thật Đáng Thương)                                                                           | Ngọc Hân                                  | 30/10/2020 |
| 138 | Marie Tô, Hương Thủy, Quỳnh Vi (giới thiệu MV Em Về Kẻo Mưa, Music Box #20, tâm tình cùng khán giả)                                           | Ngọc Hân                                  | 12/11/2020 |
| 139 | Marie Tô (giới thiệu DVD Paris By Night 131)                                                                                                  | Ngọc Hân                                  | 06/02/2021 |
| 140 | Nhiều nghệ sĩ (chương trình gây quỹ Hãy Yêu Như Chưa Yêu Lần Nào)                                                                             | Nhiều MC                                  | 24/04/2021 |
| 141 | Ngọc Ngữ, Châu Ngọc Hà, Băng Tâm (Mừng ngày của Mẹ)                                                                                           | Ngọc Hân                                  | 05/05/2021 |
| 142 | Marie Tô, Ý Lan, Đình Bảo (giới thiệu liveshow Và Con Tim Đã Vui Trở Lại)                                                                     | Ngọc Hân                                  | 09/07/2021 |
| 143 | Trần Thái Hòa, Trần Thu Hà (giới thiệu liveshow Và Con Tim Đã Vui Trở Lại)                                                                    | Ngọc Hân                                  | 15/07/2021 |
| 144 | Thanh Tuyền, Phương Hồng Quế (giới thiệu liveshow Gọi Tên Ngày Mới)                                                                           | Ngọc Hân                                  | 21/07/2021 |
| 145 | Thúy Nga, Hoài Tâm, Myra Trần (giới thiệu liveshow Gọi Tên Ngày Mới)                                                                          | Ngọc Hân                                  | 29/07/2021 |
| 146 | Don Hồ, Thanh Hà (giới thiệu liveshow Gọi Tên Ngày Mới)                                                                                       | Ngọc Hân                                  | 03/08/2021 |
| 147 | Quang Lê, Hương Thủy, Ngọc Ngữ (giới thiệu liveshow Gọi Tên Ngày Mới)                                                                         | Ngọc Hân                                  | 11/08/2021 |
| 148 | Elvis Phương, Thanh Lan (giới thiệu liveshow Về Đây Nghe Em)                                                                                  | Lê Xuân Trường                            | 25/08/2021 |
| 149 | Tuấn Ngọc, Gerard Williams (giới thiệu liveshow Về Đây Nghe Em)                                                                               | Joe Đỗ Vinh                               | 26/08/2021 |
| 150 | Trần Thu Hà, Ngọc Linh (giới thiệu liveshow Về Đây Nghe Em)                                                                                   | Anh Dũng                                  | 01/09/2021 |
| 151 | Thanh Tuyền, Quang Lê (giới thiệu liveshow Về Đây Nghe Em)                                                                                    | Anh Dũng                                  | 03/09/2021 |
| 152 | Nhiều nghệ sĩ (Lễ Giỗ tổ Nghề sân khấu 2021)                                                                                                  | Ngọc Hân Trung Tấn Khánh Hoàng Giáng Ngọc | 16/09/2021 |
| 153 | Ý Lan, Đình Bảo, Ngọc Linh (giới thiệu liveshow Thương Hoài Ngàn Năm & Xin Còn Gọi Tên Nhau)                                                  | Lê Xuân Trường                            | 07/10/2021 |
| 154 | Kỳ Duyên, Marie Tô (tưởng niệm Phi Nhung, giới thiệu MV Hai Ơi Đừng Qua Sông)                                                                 | Khánh Hoàng                               | 08/10/2021 |
| 155 | Quang Lê, Ngọc Hạ, Như Ý (giới thiệu liveshow Thương Hoài Ngàn Năm & Xin Còn Gọi Tên Nhau)                                                    | Lê Xuân Trường                            | 13/10/2021 |
| 156 | Marie Tô, Trizzie Phương Trinh, Wendy Phạm, Thích Giác Châu (tưởng niệm Phi Nhung, cảm tạ khán giả)                                           | Ngọc Hân                                  | 18/10/2021 |
| 157 | Trần Thái Hòa, Ngọc Ngữ, Châu Ngọc Hà (giới thiệu liveshow Thương Hoài Ngàn Năm & Xin Còn Gọi Tên Nhau)                                       | Anh Dũng                                  | 20/10/2021 |
| 158 | Hồng Đào, Ngọc Huyền, Hoài Tâm (giới thiệu liveshow Cải Lương Tôi Yêu)                                                                        | Ngọc Hân                                  | 21/10/2021 |
| 159 | Hồng Đào, Ngọc Huyền, Hoài Tâm (giới thiệu liveshow Cải Lương Tôi Yêu)                                                                        | Ngọc Hân                                  | 22/10/2021 |
| 160 | Ý Lan, Quang Lê (giới thiệu liveshow Thương Hoài Ngàn Năm & Xin Còn Gọi Tên Nhau)                                                             | Lê Xuân Trường                            | 27/10/2021 |
| 161 | Marie Tô, Hoài Tâm, Thúy Nga, Minh Nhí (giới thiệu chương trình thu hình Tiếu Vương Hội)                                                      | Ngọc Hân                                  | 12/11/2021 |
| 162 | Hồng Đào, Quang Lê, Hương Thủy (giới thiệu chương trình thu hình Tiếu Vương Hội)                                                              | Anh Dũng                                  | 17/11/2021 |
| 163 | Marie Tô, Kiều Oanh, Hoàng Nhất (giới thiệu chương trình thu hình Tiếu Vương Hội)                                                             | Ngọc Hân                                  | 23/11/2021 |
| 164 | Bằng Kiều, Phương Loan (giới thiệu chương trình thu hình Paris By Night 132 & Tiếu Vương Hội)                                                 | Ngọc Hân                                  | 01/12/2021 |
| 165 | Mạnh Quỳnh, Giao Linh (giới thiệu chương trình thu hình Paris By Night 132 & Tiếu Vương Hội)                                                  | Ngọc Hân                                  | 09/12/2021 |
| 166 | Ý Lan, Trần Thái Hòa, Thế Sơn (giới thiệu liveshow Điều Giản Dị)                                                                              | Lê Xuân Trường                            | 14/12/2021 |
| 167 | Thế Sơn, Ngọc Anh, Trần Thu Hà (giới thiệu liveshow Điều Giản Dị)                                                                             | Lê Xuân Trường                            | 28/12/2021 |
| 168 | Quỳnh Trang, Tuyết Nhung, Thiêng Ngân (giới thiệu MV phim ngắn Mẹ Về Thiên Thu)                                                               | Ngọc Hân                                  | 08/01/2022 |
| 169 | Marie Tô, Nguyễn Hồng Nhung, Mạnh Quỳnh, Quang Lê, Tâm Đoan (giới thiệu DVD Paris By Night 132)                                               | Ngọc Hân                                  | 19/01/2022 |
| 170 | Tuấn Vũ, Ý Lan, Trần Thái Hòa (giới thiệu liveshow Đêm Nhạc Lam Phương - Nắng Đẹp Miền Nam)                                                   | Lê Xuân Trường                            | 16/02/2022 |
| 171 | Thế Sơn, Ngọc Hạ (giới thiệu liveshow Đêm Nhạc Lam Phương - Nắng Đẹp Miền Nam)                                                                | Anh Dũng                                  | 23/02/2022 |
| 172 | Tuấn Vũ, Mạnh Quỳnh, Thiên Tôn (giới thiệu liveshow Đêm Nhạc Lam Phương - Nắng Đẹp Miền Nam)                                                  | Lê Xuân Trường                            | 02/03/2022 |
| 173 | Ngọc Anh, Nguyễn Hồng Nhung, Quỳnh Vi, Diễm Sương (mừng Ngày Quốc Tế Phụ Nữ 8/3)                                                              | Ngọc Hân                                  | 07/03/2022 |
| 174 | Ngọc Anh, Trần Thái Hòa, Đình Bảo (giới thiệu liveshow Đêm Nhạc Lam Phương - Nắng Đẹp Miền Nam)                                               | Lê Xuân Trường                            | 09/03/2022 |
| 175 | Ý Lan, Thế Sơn (giới thiệu liveshow Con Thương Nhớ Mẹ)                                                                                        | Lê Xuân Trường                            | 06/04/2022 |
| 176 | Tuấn Vũ, Ngọc Anh (giới thiệu liveshow Con Thương Nhớ Mẹ)                                                                                     | Anh Dũng                                  | 13/04/2022 |
| 177 | Marie Tô, Ngọc Ngữ, Châu Ngọc Hà (giới thiệu liveshow Con Thương Nhớ Mẹ)                                                                      | Anh Dũng                                  | 20/04/2022 |
| 178 | Hương Thủy, Carol Kim, Đồng Lan (giới thiệu liveshow Con Thương Nhớ Mẹ)                                                                       | Anh Dũng                                  | 27/04/2022 |
| 179 | Hương Lan, Đình Bảo, Thiên Tôn (giới thiệu liveshow Con Thương Nhớ Mẹ)                                                                        | Anh Dũng                                  | 03/05/2022 |
| 180 | Lâm Thúy Vân (tâm tình cùng khán giả và giới thiệu MV Con Nợ Mẹ)                                                                              | Ngọc Hân                                  | 06/05/2022 |
| 181 | Nguyễn Ngọc Ngạn, Marie Tô (giới thiệu chương trình thu hình Paris By Night 133)                                                              | Ngọc Hân                                  | 13/05/2022 |
| 182 | Trizzie Phương Trinh, Mạnh Quỳnh, Thích Giác Châu (giới thiệu chương trình ca nhạc gây quỹ Ước Mơ Của Nhung)                                  | Ngọc Hân                                  | 19/05/2022 |
| 183 | Nguyễn Hưng, Lưu Bích, Hương Thủy (giới thiệu chương trình thu hình Paris By Night 133)                                                       | Ngọc Hân                                  | 29/06/2022 |
| 184 | Minh Tuyết, Ngọc Hạ, Kỳ Phương Uyên, Thái Nguyễn (giới thiệu chương trình thu hình Paris By Night 133)                                        | Ngọc Hân                                  | 07/07/2022 |
| 185 | Phương Hồng Quế, Tuấn Vũ, Ngọc Anh, Lam Anh (giới thiệu chương trình thu hình Paris By Night 133)                                             | Ngọc Hân                                  | 13/07/2022 |
| 186 | Kim Tô (Thông tin chương trình tang lễ Giáo sư Tô Văn Lai)                                                                                    | Ngọc Hân                                  | 23/07/2022 |
| 187 | Việt Hương, Hoài Phương, Phương Loan, Hoài Tâm (giới thiệu chương trình thu hình Paris By Night 133)                                          | Ngọc Hân                                  | 26/07/2022 |
| 188 | Hương Lan, Ý Lan, Ngọc Anh (giới thiệu chương trình Con Thương Nhớ Mẹ phát hành trên Youtube và Facebook)                                     | Ngọc Hân                                  | 11/08/2022 |
| 189 | Nguyễn Ngọc Ngạn, Marie Tô (giới thiệu chương trình thu hình Paris By Night 134)                                                              | Ngọc Hân                                  | 29/08/2022 |
| 190 | Nhiều nghệ sĩ (Lễ Giỗ tổ Nghề sân khấu 2022)                                                                                                  | Trung Tấn Khánh Hoàng Giáng Ngọc          | 08/09/2022 |
| 191 | Bằng Kiều, Thanh Hà, Nguyễn Hồng Nhung (giới thiệu chương trình thu hình Paris By Night 134)                                                  | Ngọc Hân                                  | 20/09/2022 |
| 192 | Kỳ Duyên, Minh Tuyết, Ngọc Anh (giới thiệu chương trình thu hình Paris By Night 134)                                                          | Khánh Hoàng                               | 23/09/2022 |
| 193 | Thanh Tuyền, Marie Tô (giới thiệu chương trình thu hình Paris By Night 134)                                                                   | Ngọc Hân                                  | 26/09/2022 |
| 194 | Phương Hồng Quế, Trần Thái Hòa, Ngọc Ngữ, Châu Ngọc Hà (giới thiệu chương trình thu hình Paris By Night 134)                                  | Ngọc Hân                                  | 04/10/2022 |
| 195 | Kỳ Duyên, Mạnh Quỳnh, Thái Nguyễn (giới thiệu Paris By Night 133 phát hành trên ứng dụng)                                                     | Ngọc Hân                                  | 10/11/2022 |
| 196 | Myra Trần (tâm tình cùng khán giả) | Ngọc Hân                                  | 09/12/2022 |
| 197 | Ngọc Ngữ, Châu Ngọc Hà, Marie Tô (giới thiệu CD Thiệp Hồng Anh Viết Tên Em)                                                                   | Kỳ Duyên                                  | 03/01/2023 |
| 198 | Ý Lan, Marie Tô (giới thiệu chương trình thu hình Paris By Night 135)                                                                         | Ngọc Hân                                  | 31/01/2023 |
| 199 | Từ Công Phụng, Marie Tô (giới thiệu chương trình thu hình Paris By Night 135)                                                                 | Anh Dũng                                  | 09/02/2023 |
| 200 | Trần Thái Hòa, Ngọc Anh (giới thiệu chương trình thu hình Paris By Night 135)                                                                 | Ngọc Hân                                  | 15/02/2023 |
| 201 | Trần Thu Hà, Myra Trần (giới thiệu chương trình thu hình Paris By Night 135)                                                                  | Ngọc Hân                                  | 27/02/2023 |
| 202 | Hồ Hoàng Yến, Đình Bảo, Thiên Tôn (giới thiệu chương trình thu hình Paris By Night 135)                                                       | Ngọc Hân                                  | 01/03/2023 |
| 203 | Ý Lan, Trịnh Nam Sơn (giới thiệu liveshow Vinh Danh Tiếng Hát Vượt Thời Gian Thái Thanh - Mẹ Việt Nam)                                        | Quỳnh Hương                               | 19/04/2023 |
| 204 | Ý Lan, Mai Linh, Marie Tô (giới thiệu liveshow Vinh Danh Tiếng Hát Vượt Thời Gian Thái Thanh - Mẹ Việt Nam)                                   | Quỳnh Hương                               | 27/04/2023 |
| 205 | Hương Thủy, Lam Anh, Băng Tâm (giới thiệu Paris By Night 134 phát hành trên ứng dụng)                                                         | Ngọc Hân                                  | 03/05/2023 |
| 206 | Hương Lan, Tạ Hùng Cường, Đại Dương (giới thiệu liveshow Vinh Danh Tiếng Hát Vượt Thời Gian Thái Thanh - Mẹ Việt Nam)                         | Quỳnh Hương                               | 04/05/2023 |
| 207 | Phương Hồng Quế, Kỳ Duyên, Thanh Hà (giới thiệu chương trình thu hình Paris By Night 136)                                                     | Ngọc Hân                                  | 19/05/2023 |
| 208 | Minh Tuyết, Như Loan (giới thiệu chương trình thu hình Paris By Night 136)                                                                    | Ngọc Hân                                  | 25/05/2023 |
| 209 | Trần Thái Hòa, Quỳnh Vi, Hương Giang, Myra Trần (giới thiệu chương trình thu hình Paris By Night 136)                                         | Ngọc Hân                                  | 01/06/2023 |
| 210 | Lưu Bích, Lương Tùng Quang, Diễm Sương (giới thiệu chương trình thu hình Paris By Night 136)                                                  | Ngọc Hân                                  | 08/06/2023 |
| 211 | Marie Tô, Ngọc Anh, Tâm Đoan, Dương Triệu Vũ (giới thiệu chương trình thu hình Paris By Night 136)                                            | Ngọc Hân                                  | 15/06/2023 |
| 212 | Hoài Tâm, Hồ Lệ Thu, Hà Thanh Xuân (giới thiệu chương trình thu hình Paris By Night 136)                                                      | Ngọc Hân                                  | 22/06/2023 |
| 213 | Lynda Trang Đài, Nguyễn Hồng Nhung, Như Ý, Nhật Bình (giới thiệu chương trình thu hình Paris By Night 136)                                    | Ngọc Hân                                  | 29/06/2023 |
| 214 | Marie Tô, Như Quỳnh, Đan Nguyên (giới thiệu chương trình thu hình Paris By Night 136)                                                         | Ngọc Hân                                  | 06/07/2023 |
| 215 | Marie Tô, Hạ Vy, Quang Lê (giới thiệu chương trình thu hình Paris By Night 136)                                                               | Ngọc Hân                                  | 13/07/2023 |
| 216 | Trúc Lam, Trúc Linh, Ngọc Ngữ, Châu Ngọc Hà (giới thiệu chương trình thu hình Paris By Night 136)                                             | Ngọc Hân                                  | 19/07/2023 |
| 217 | Marie Tô, Trần Thái Hoà, Lam Anh, Hoài Tâm (giới thiệu Paris By Night 135 phát hành trên ứng dụng)                                            | Ngọc Hân                                  | 23/08/2023 |
| 218 | Từ Công Phụng, Marie Tô, Bằng Kiều, Trần Thu Hà (giới thiệu Paris By Night 135 phát hành trên ứng dụng)                                       | Ngọc Hân                                  | 30/08/2023 |
| 219 | Kalynh Ngô (bài viết viết về Giáo sư Tô Văn Lai được giải Ethnic Media Awards 2023)                                                           | Ngọc Hân                                  | 02/09/2023 |
| 220 | Marie Tô, Quang Lê, Minh Tuyết (giới thiệu chương trình thu hình Paris By Night 137)                                                          | Ngọc Hân                                  | 28/09/2023 |
| 221 | Ngọc Huyền, Hương Thủy (giới thiệu chương trình thu hình Paris By Night 137)                                                                  | Ngọc Hân                                  | 04/10/2023 |
| 222 | Nhiều nghệ sĩ (Đêm Hoài Niệm Nhạc Sĩ Quốc Dũng)                                                                                               | Nguyễn Đức Cường Thúy Anh                 | 05/10/2023 |
| 223 | Hồ Hoàng Yến, Châu Ngọc Hà, Ngọc Ngữ (giới thiệu chương trình thu hình Paris By Night 137)                                                    | Ngọc Hân                                  | 12/10/2023 |
| 224 | Ý Lan, Đình Bảo (giới thiệu chương trình thu hình Paris By Night 137)                                                                         | Ngọc Hân                                  | 19/10/2023 |
| 225 | Hồ Lệ Thu, Ngọc Anh, Như Ý (giới thiệu chương trình thu hình Paris By Night 137)                                                              | Ngọc Hân                                  | 26/10/2023 |
| 226 | Khánh Hà, Nguyễn Hồng Nhung (giới thiệu chương trình thu hình Paris By Night 137)                                                             | Ngọc Hân                                  | 02/11/2023 |
| 227 | Hương Lan, Kỳ Duyên, Marie Tô (giới thiệu chương trình thu hình Paris By Night 1237)                                                          | Ngọc Hân                                  | 09/11/2023 |
| 228 | Thanh Tuyền, Phương Hồng Quế (giới thiệu chương trình thu hình Paris By Night 137)                                                            | Ngọc Hân                                  | 16/11/2023 |
| 229 | Hoàng Lan, Mạnh Quỳnh, Marie Tô (giới thiệu chương trình thu hình Paris By Night 137)                                                         | Ngọc Hân                                  | 23/11/2023 |
| 230 | Bằng Kiều, Trần Thái Hoà, Hoàng Nhung, Tùng Châu (giới thiệu chương trình thu hình Paris By Night 137)                                        | Khánh Hoàng                               | 30/11/2023 |
| 231 | Marie Tô, Kỳ Duyên, Thái Nguyễn (giới thiệu liveshow Xuân Vui Ca)                                                                             | Ngọc Hân                                  | 04/01/2024 |
| 232 | Ý Lan, Vũ Khanh (giới thiệu liveshow Xuân Vui Ca)                                                                                             | Ngọc Hân                                  | 11/01/2024 |
| 233 | Nguyễn Hồng Nhung, Travis Vũ (giới thiệu liveshow Xuân Vui Ca)                                                                                | Ngọc Hân                                  | 18/01/2024 |
| 234 | Hồng Đào, Hương Thủy, Hoài Tâm (giới thiệu liveshow Xuân Vui Ca)                                                                              | Ngọc Hân                                  | 25/01/2024 |
| 235 | Ngọc Anh, Lam Anh, Dương Triệu Vũ (giới thiệu MV L'Amour De Ma Vie, liveshow Xuân Vui Ca)                                                     | Ngọc Hân                                  | 01/02/2024 |
| 236 | Marie Tô, Khánh Hà, Tô Chấn Phong (giới thiệu liveshow Xuân Vui Ca)                                                                           | Ngọc Hân                                  | 15/02/2024 |
| 237 | Nhật Hạ, Trizzie Phương Trinh, Mai Thu Huyền, Maya (giới thiệu phim Đóa Hoa Mong Manh)                                                        | Ngọc Hân                                  | 12/03/2024 |
| 238 | Nhật Hạ, Trizzie Phương Trinh, Jacqueline Thu Thảo (giới thiệu phim Đóa Hoa Mong Manh)                                                        | Anh Dũng                                  | 25/03/2024 |
| 239 | Nhật Hạ, Trizzie Phương Trinh, Đức Tiến (giới thiệu phim Đóa Hoa Mong Manh)                                                                   | Anh Dũng                                  | 03/04/2024 |
| 240 | Đình Bảo (giới thiệu dự án âm nhạc chữa lành The Shadow)                                                                                      | Ngọc Hân                                  | 04/04/2024 |
| 241 | Marie Tô, Chế Linh (giới thiệu Paris By Night 137 phát hành)                                                                                  | Ngọc Hân                                  | 17/04/2024 |
| 242 | Marie Tô, Minh Tuyết, Myra Trần (giới thiệu Paris By Night 137 phát hành trên ứng dụng)                                                       | Ngọc Hân                                  | 26/04/2024 |
| 243 | Marie Tô, Hoàng Oanh, Hoàng Nhung, Ngọc Ngữ (giới thiệu Paris By Night 137 phát hành trên ứng dụng)                                           | Ngọc Hân                                  | 01/05/2024 |
| 244 | Marie Tô, Hồ Hoàng Yến, Tâm Đoan (giới thiệu Paris By Night 137 phát hành trên ứng dụng)                                                      | Ngọc Hân                                  | 07/05/2024 |
| 245 | Nam Lộc, Hương Lan, Ngọc Anh, Châu Ngọc Hà (giới thiệu Paris By Night 137 phát hành trên ứng dụng)                                            | Ngọc Hân                                  | 09/05/2024 |
| 246 | Marie Tô, Phương Hồng Quế, Don Hồ, Di Ái Hồng Sâm (giới thiệu Paris By Night 137 phát hành trên ứng dụng)                                     | Ngọc Hân                                  | 16/05/2024 |
| 247 | Ý Lan, Hương Thủy, Quang Lê (giới thiệu Paris By Night 137 phát hành trên ứng dụng)                                                           | Ngọc Hân                                  | 23/05/2024 |
| 248 | Như Quỳnh, Châu Ngọc Hà (giới thiệu liveshow Bolero Và Em)                                                                                    | Ngọc Hân                                  | 20/06/2024 |
| 249 | Hoài Tâm, Ngọc Anh, Hoàng Nhung (giới thiệu liveshow Bolero Và Em)                                                                            | Ngọc Hân                                  | 27/06/2024 |
| 250 | Marie Tô, Hương Thủy, Phương Anh (giới thiệu liveshow Bolero Và Em)                                                                           | Ngọc Hân                                  | 18/07/2024 |
| 251 | Hoài Tâm, Băng Tâm, Phương Ý (giới thiệu liveshow Bolero Và Em)                                                                               | Ngọc Hân                                  | 26/07/2024 |
| 252 | Marie Tô, Tâm Đoan, Phạm Minh Hùng (giới thiệu liveshow Bolero Và Em)                                                                         | Ngọc Hân                                  | 01/08/2024 |
| 253 | Hồng Đào, Kỳ Duyên, Phạm Tuyết Nhung, Phạm Thiêng Ngân (giới thiệu liveshow Bolero Và Em)                                                     | Ngọc Hân                                  | 08/08/2024 |
| 254 | Thanh Tuyền (giới thiệu liveshow Bolero Và Em)                                                                                                | Ngọc Hân                                  | 22/08/2024 |
| 255 | Nguyễn Hồng Nhung, Quang Lê (giới thiệu liveshow Nguyễn Hồng Nhung)                                                                           | Khánh Hoàng                               | 19/09/2024 |
| 256 | Marie Tô, Trizzie Phương Trinh, Quang Lê (giới thiệu chương trình thu hình Paris By Night 138)                                                | Khánh Hoàng                               | 26/09/2024 |
| 257 | Nguyễn Hồng Nhung, Kỳ Duyên, Trần Thái Hòa (giới thiệu liveshow Nguyễn Hồng Nhung)                                                            | Khánh Hoàng                               | 26/09/2024 |
| 258 | Nhiều ca sĩ (chương trình gây quỹ Chung Tay Cứu Giúp Đồng Bào)                                                                                | Nhiều MC                                  | 02/10/2024 |
| 259 | Marie Tô, Phương Loan, Thúy Nga (giới thiệu chương trình thu hình Paris By Night 138)                                                         | Khánh Hoàng                               | 03/10/2024 |
| 260 | Hương Lan, Linh Tâm, Kim Tiểu Long, Hương Thủy (giới thiệu Music Box #55)                                                                     | Ngọc Hân                                  | 04/10/2024 |
| 261 | Hương Thủy, Minh Dự (giới thiệu chương trình thu hình Paris By Night 138)                                                                     | Khánh Hoàng                               | 12/10/2024 |
| 262 | Minh Nhí, Thúy Nga, Nguyễn Hồng Nhung (giới thiệu chương trình thu hình Paris By Night 138)                                                   | Ngọc Hân                                  | 17/10/2024 |
| 263 | Dương Triệu Vũ, Quách Ngọc Tuyên (giới thiệu chương trình thu hình Paris By Night 138)                                                        | Ngọc Hân                                  | 24/10/2024 |
| 264 | Thanh Thảo, Dương Triệu Vũ (giới thiệu liveshow Thanh Thảo - Tình Nồng)                                                                       | Ngọc Hân                                  | 24/10/2024 |
| 265 | Marie Tô, Hương Lan, Đại Nghĩa (giới thiệu chương trình thu hình Paris By Night 138)                                                          | Ngọc Hân                                  | 02/11/2024 |
| 266 | Don Hồ, Như Loan (giới thiệu chương trình thu hình Paris By Night 138)                                                                        | Ngọc Hân                                  | 07/11/2024 |
| 267 | Marie Tô, Giao Linh, Kỳ Duyên (giới thiệu chương trình thu hình Paris By Night 138)                                                           | Ngọc Hân                                  | 14/11/2024 |
| 268 | Đình Bảo, Hồ Hoàng Yến (giới thiệu chương trình The Shadow - Winter's Tale)                                                                   | Khánh Hoàng                               | 03/12/2024 |
| 269 | Don Hồ, Lam Anh (giới thiệu liveshow Don Hồ)                                                                                                  | Ngọc Hân                                  | 19/12/2024 |
| 270 | Don Hồ, Kỳ Duyên (giới thiệu liveshow Don Hồ)                                                                                                 | Khánh Hoàng                               | 09/01/2025 |
| 271 | Như Loan, Như Ý (giới thiệu liveshow Don Hồ)                                                                                                  | Khánh Hoàng                               | 16/01/2025 |
| 272 | Marie Tô, Như Quỳnh, Quang Lê (giới thiệu liveshow Don Hồ)                                                                                    | Khánh Hoàng                               | 27/01/2025 |
| 273 | Đình Bảo, Khánh Hà, Tô Chấn Phong (giới thiệu chương trình The Shadow - My Valentine)                                                         | Khánh Hoàng                               | 30/01/2025 |
| 274 | Marie Tô, Lâm Thúy Vân, Thúy Nga (giới thiệu liveshow Don Hồ)                                                                                 | Ngọc Hân                                  | 06/02/2025 |
| 275 | Đình Bảo, Lam Anh, Thiên Minh (giới thiệu chương trình The Shadow - My Valentine)                                                             | Đình Bảo                                  | 10/02/2025 |
| 276 | Hồng Đào, Jacqueline Thu Thảo (giới thiệu phim Chị Dâu trình chiếu tại Hoa Kỳ)                                                                | Khánh Hoàng                               | 13/02/2025 |
| 277 | Đình Bảo (phát hành và quản lý tác quyền nhạc Thánh ca)                                                                                       | Anh Dũng                                  | 11/03/2025 |
| 278 | Vũ Thành An, Trizzie Phương Trinh, Nguyễn Hồng Nhung (giới thiệu Giải Sáng Tác Mới Âm Nhạc Việt 2025)                                         | Anh Dũng                                  | 29/03/2025 |
| 279 | Vũ Thành An, Marie Tô (giới thiệu Giải Sáng Tác Mới Âm Nhạc Việt 2025)                                                                        | Anh Dũng                                  | 31/03/2025 |
| 280 | Trần Thái Hòa, Lam Anh (giới thiệu Liveshow Yêu Em Giữa Đời Quên Lãng)                                                                        | Khánh Hoàng                               | 10/04/2025 |
| 281 | Nguyễn Hồng Nhung, Hồ Hoàng Yến (giới thiệu Liveshow Yêu Em Giữa Đời Quên Lãng)                                                               | Khánh Hoàng                               | 16/04/2025 |
| 282 | Quang Lê, Nguyễn Hồng Nhung, Hạ Vy, Lynda Trang Đài (giới thiệu Liveshow Mẹ Là Tất Cả)                                                        | Quang Lê                                  | 06/05/2025 |
| 283 | Kỳ Duyên, Trần Thái Hòa (giới thiệu Liveshow Yêu Em Giữa Đời Quên Lãng)                                                                       | Khánh Hoàng                               | 15/05/2025 |
| 284 | Tuấn Ngọc, Marie Tô (giới thiệu Liveshow Yêu Em Giữa Đời Quên Lãng)                                                                           | Khánh Hoàng                               | 22/05/2025 |

## Paris By Night Collection
Paris By Night Collection là một chương trình tuyển tập các bài hát được trình diễn trên Trung tâm Thúy Nga theo một chủ đề nhất định. Các tuyển tập được đưa lên trang Youtube chính thức của Trung tâm Thúy Nga.

## Thuý Nga Music Box
Chương trình thu hình thu thanh tại studio của Trung tâm Thúy Nga, được phát trên kênh Youtube của Thúy Nga, bắt đầu thực hiện từ năm 2020. Trong bối cảnh dịch COVID-19, đây là chương trình giúp nghệ sĩ và khán giả kết nối với nhau.
Các chương trình của Music Box cũng được biên tập để đưa lên các trang nhạc số điện tử như Spotify, Apple Music,...

### Danh sách chương trình
| STT  | Chủ đề                                                              | Nghệ sĩ                                                          | Số bài | Ngày       |
| ---- | ------------------------------------------------------------------- | ---------------------------------------------------------------- | ------ | ---------- |
| 1    | Tâm Tình Mẹ                                                         | Hương Lan, Ý Lan                                                 | 10     | 10/05/2020 |
| 2    | Mai Thiên Vân                                                       | Mai Thiên Vân                                                    | 9      | 31/05/2020 |
| 3    | Nơi Tình Yêu Bắt Đầu                                                | Bằng Kiều, Lam Anh                                               | 9      | 09/06/2020 |
| 4    | Nhớ Người Yêu                                                       | Trường Vũ, Như Quỳnh                                             | 7      | 16/06/2020 |
| 5    | Tình Cha                                                            | Tuấn Vũ, Mạnh Quỳnh, Mai Thiên Vân                               | 9      | 20/06/2020 |
| 6    | Tình Ca Thái Thịnh                                                  | Lương Tùng Quang, Như Ý, Diễm Sương                              | 9      | 11/07/2020 |
| 7    | Chỉ Có Em                                                           | Don Hồ, Thanh Hà                                                 | 9      | 18/07/2020 |
| 8    | Tuyết Lạnh                                                          | Ngọc Ngữ, Châu Ngọc Hà, Kỳ Duyên                                 | 10     | 25/07/2020 |
| 9    | Dĩ Vãng                                                             | Trịnh Nam Sơn, Ý Lan                                             | 8      | 02/08/2020 |
| 10   | Giờ Này Anh Ở Đâu                                                   | Thanh Tuyền, Phương Hồng Quế                                     | 8      | 09/08/2020 |
| 11   | Yêu Lại Từ Đầu                                                      | Ngọc Anh, Nguyễn Hồng Nhung, Kỳ Duyên                            | 8      | 30/08/2020 |
| 12   | Tình Ca Lam Phương                                                  | Hương Lan, Marie Tô                                              | 17     | 06/09/2020 |
| 13   | Top Hits 2002 - 2020                                                | Minh Tuyết, Đăng Vinh, Ngọc Hân                                  | 9      | 13/09/2020 |
| 14   | Người Đứng Sau Hạnh Phúc                                            | Don Hồ, Như Ý                                                    | 9      | 20/09/2020 |
| 15   | Nhớ Nhau Hoài                                                       | Tuấn Vũ, Hạ Vy, Hương Thủy                                       | 8      | 27/09/2020 |
| 16   | Tình Ca Lê Quang                                                    | Bằng Kiều, Quang Dũng, Thanh Thảo, Đan Trường, Cam Thơ, Lê Quang | 10     | 04/10/2020 |
| 17   | Chợt Nhớ                                                            | Trần Thái Hòa, Lam Anh                                           | 9      | 11/10/2020 |
| 18   | Tình Ca Lam Phương & Phú Quang                                      | Ngọc Anh                                                         | 8      | 18/10/2020 |
| 19   | Tình Khúc Nhật Ngân                                                 | Hương Lan, Băng Tâm, Ngọc Ngữ                                    | 14     | 25/10/2020 |
| 20   | Nếu Có Kiếp Sau                                                     | Trịnh Lam, Quỳnh Vi                                              | 8      | 08/11/2020 |
| 21   | Tình Ca Diệu Hương                                                  | Don Hồ, Thanh Hà, Diệu Hương                                     | 11     | 15/11/2020 |
| 22   | Gặp Lại Cố Nhân                                                     | Mạnh Quỳnh, Hương Thủy                                           | 7      | 22/11/2020 |
| 23   | Bài Tình Ca Cho Em                                                  | Bằng Kiều, Thiên Tôn, Đình Bảo                                   | 10     | 30/11/2020 |
| 24   | Hai Mùa Noel                                                        | Tuấn Vũ, Ngọc Ngữ, Châu Ngọc Hà, Kỳ Duyên                        | 8      | 13/12/2020 |
| 25   | Xin Tình Yêu Ở Lại                                                  | Như Quỳnh, Tâm Đoan                                              | 8      | 31/12/2020 |
| 26   | Chiều Tím                                                           | Lệ Thu, Phương Hồng Quế, Trần Thái Hòa                           | 9      | 27/02/2021 |
| 27   | Kim                                                                 | Carol Kim, Connie Kim                                            | 8      | 13/03/2021 |
| 28   | Tôi Đã Mong Mình Quên                                               | Bằng Kiều, Minh Tuyết                                            | 8      | 27/03/2021 |
| 29   | Duyên Kiếp                                                          | Trường Vũ, Như Quỳnh                                             | 8      | 10/04/2021 |
| 30   | Phi Nhung & Quang Lê                                                | Phi Nhung, Quang Lê                                              | 8      | 23/04/2021 |
| 31   | Tình Mẹ Đơn Thân                                                    | Thanh Hà, Phi Nhung, Kỳ Duyên                                    | 6      | 08/05/2021 |
| 32   | Tình Ca Quốc Dũng                                                   | Bảo Yến, Khải Ca, Quốc Dũng                                      | 8      | 05/06/2021 |
| 33   | Tình Ca Ngọc Sơn                                                    | Giao Linh, Như Quỳnh, Hoàng Nhung, Ngọc Sơn                      | 9      | 13/06/2021 |
| 34   | Câu Hò Vọng Cổ                                                      | Ngọc Huyền, Kim Tiểu Long, Hương Thủy                            | 4      | 19/06/2021 |
| 35   | Nhạc Tiền Chiến                                                     | Trần Thái Hòa, Đình Bảo, Lam Anh                                 | 8      | 28/06/2021 |
| 36   | Món Quà Kỷ Niệm                                                     | Thanh Lan, Phương Hồng Quế, Phương Hồng Ngọc                     | 9      | 04/07/2021 |
| 37   | Như Là Tình Yêu                                                     | Don Hồ, Lương Tùng Quang, Như Loan                               | 9      | 11/07/2021 |
| 38   | Bolero & Em                                                         | Hoàng Nhung, Châu Ngọc Hà, Phương Yến Linh, Ngọc Hân             | 9      | 24/07/2021 |
| 39   | 60 Năm Cuộc Đời                                                     | Lynda Trang Đài, Hương Thủy, Tâm Đoan                            | 9      | 07/08/2021 |
| 40   | Thanh Xuân                                                          | Quỳnh Vi, Diễm Sương, Myra Trần, Ngọc Hân                        | 9      | 20/08/2021 |
| 41   | Tình Khúc Tuấn Khanh - Chiếc Lá Cuối Cùng                           | Ý Lan, Trần Thái Hòa, Ngọc Anh, Tuấn Khanh                       | 9      | 17/09/2021 |
| 42   | Tình Khúc Lam Phương - Phút Cuối                                    | Mạnh Quỳnh, Phi Nhung                                            | 9      | 11/10/2021 |
| 43   | Song Ngọc - Tác Phẩm Để Đời                                         | Phương Hồng Quế, Ngọc Ngữ, Châu Ngọc Hà, Song Thanh              | 10     | 17/10/2021 |
| 44   | Lời Cuối Cho Em                                                     | Elvis Phương, Thanh Lan                                          | 8      | 25/10/2021 |
| 45   | Ân Tình Mong Manh                                                   | Don Hồ, Lâm Thúy Vân                                             | 8      | 06/11/2021 |
| 46   | Tình Bạn                                                            | Ba Con Mèo (Phương Uyên, Cẩm Tú, Ngọc Diệp), Như Quỳnh, Thanh Hà | 7      | 20/11/2021 |
| 47   | Tình Ca Thái Thịnh 2 - Để Nhớ Một Thời Ta Đã Yêu                    | Trịnh Lam, Lam Anh, Như Ý, Thái Thịnh                            | 10     | 04/12/2021 |
| 48   | Tình Ca Phạm Mạnh Cương - Thương Hoài Ngàn Năm                      | Thanh Lan, Thanh Hà, Quang Lê, Phạm Mạnh Cương                   | 10     | 31/12/2021 |
| 49   | Niềm Vui Cuối Tuần                                                  | Hoài Linh, Như Quỳnh                                             | 7      | 18/02/2022 |
| 50   | Tình Ca Vũ Thành An                                                 | Trần Thái Hòa, Ngọc Anh, Trần Thu Hà, Vũ Thành An                | 9      | 11/03/2022 |
| 51   | Khổ Vì Yêu Nàng                                                     | Nguyễn Hưng, Thanh Hà, Kỳ Duyên                                  | 10     | 26/03/2022 |
| 52   | Tình Khúc Trường Sa                                                 | Bằng Kiều, Lam Anh, Trần Thái Hòa, Trường Sa                     | 9      | 09/04/2022 |
| 53   | Sắc Hoa Màu Nhớ                                                     | Giao Linh, Phương Hồng Quế                                       | 8      | 07/05/2022 |
| 54   | Tình Khúc Lam Phương - Biển Tình                                    | Tuấn Vũ, Băng Tâm, Phương Yến Linh, Tuấn Phước                   | 10     | 04/07/2022 |
| 55.1 | Những Sáng Tác Để Đời Soạn Giả Viễn Châu - Chút Tình Dạ Cổ - Phần 1 | Phượng Liên, Hương Lan, Linh Tâm, Kim Tiểu Long, Hương Thủy      | 7      | 05/10/2024 |
| 55.2 | Những Sáng Tác Để Đời Soạn Giả Viễn Châu - Chút Tình Dạ Cổ - Phần 2 | Phượng Liên, Hương Lan, Linh Tâm, Kim Tiểu Long, Hương Thủy      | 7      | 12/10/2024 |
| 56   | Nối Lại Tình Xưa                                                    | Quang Lê, Ngọc Hạ, Marie Tô                                      | 8      | 14/03/2025 |
| 57   | Đã Không Yêu Thì Sao                                                | Như Ý, Myra Trần, Hoàng Mỹ An, Ngọc Hân                          | 9      | 28/03/2025 |
| 58   | Một Đời Nhớ Anh                                                     | Mai Lệ Huyền, Thanh Tuyền                                        | 7      | 12/04/2025 |
| 59   | Giấc Mơ Cánh Cò                                                     | Như Quỳnh, Phạm Tuyết Nhung, Phạm Thiêng Ngân, Ngọc Hân          | 8      | 09/05/2025 |
| 60   | Yêu Dại Khờ                                                         | Hồ Lệ Thu, Nguyễn Hồng Nhung, Kỳ Duyên                           | 8      | 31/05/2025 |
| 61   | Xa Em Kỷ Niệm                                                       | Như Quỳnh, Don Hồ                                                | 8      | 02/08/2025 |
| 62   | Một Thời Hoa Mộng                                                   | Phương Anh, Phương Ý                                             | 8      | 22/08/2025 |

### Thống kê số tập xuất hiện trên Music Box của các nghệ sĩ
| Số tập xuất hiện | Tên nghệ sĩ |
| ---------------- | --- |
| 8                | Như Quỳnh (4, 25, 29, 33, 46, 49, 59, 61) |
| 6                | Thanh Hà (7, 21, 31, 46, 48, 51); Trần Thái Hòa (17, 26, 35, 41, 50, 52); Kỳ Duyên (8, 11, 24, 31, 51, 60); Don Hồ (7, 14, 21, 37, 45, 61); Ngọc Hân (13, 38, 40, 57, 59, 62) |
| 5                | Bằng Kiều (3, 16, 23, 28, 52); Lam Anh (3, 17, 35, 47, 52); Phương Hồng Quế (10, 26, 36, 43, 53); Hương Thủy (15, 22, 34, 39, 55) |
| 4                | Ngọc Ngữ (8, 19, 24, 43); Châu Ngọc Hà (8, 24, 38, 43); Ngọc Anh (11, 18, 41, 50); Tuấn Vũ (5, 15, 24, 54); Hương Lan (1, 12, 19, 55); Như Ý (6, 14, 47, 57) |
| 3                | Ý Lan (1, 9, 41); Mạnh Quỳnh (5, 22, 42); Phi Nhung (30, 31, 42); Thanh Lan (36, 44, 48); Quang Lê (30, 48, 56) |
| 2                | Mai Thiên Vân (2, 5); Minh Tuyết (13, 28); Trường Vũ (4, 29); Đình Bảo (23, 35); Lương Tùng Quang (6, 37); Hoàng Nhung (33, 38); Tâm Đoan (25, 39); Diễm Sương (6, 40); Quỳnh Vi (20, 40); Trịnh Lam (20, 47); Giao Linh (33, 53); Băng Tâm (19, 54); Phương Yến Linh (38, 54); Kim Tiểu Long (34, 55); Marie Tô (12, 56); Myra Trần (40, 57); Thanh Tuyền (10, 58), Nguyễn Hồng Nhung (11, 60) |
| 1                | Trịnh Nam Sơn (9), Đăng Vinh (13), Hạ Vy (15), Quang Dũng (16), Thanh Thảo (16), Đan Trường (16), Cam Thơ (16), Lê Quang (16), Diệu Hương (21), Thiên Tôn (23), Lệ Thu (26), Carol Kim (27), Connie Kim (27), Bảo Yến (32), Khải Ca (32), Quốc Dũng (32), Ngọc Sơn (33), Ngọc Huyền (34), Phương Hồng Ngọc (36), Như Loan (37), Lynda Trang Đài (39), Tuấn Khanh (41), Song Thanh (43), Elvis Phương (44), Lâm Thúy Vân (45), Nhóm Ba Con Mèo (Phương Uyên, Cẩm Tú, Ngọc Diệp) (46), Thái Thịnh (47), Phạm Mạnh Cương (48), Hoài Linh (49), Trần Thu Hà (50), Vũ Thành An (50), Nguyễn Hưng (51), Trường Sa (52), Tuấn Phước (54), Phượng Liên (55), Linh Tâm (55), Ngọc Hạ (56), Hoàng Mỹ An (57), Mai Lệ Huyền (58), Tuyết Nhung (59), Thiêng Ngân (59), Hồ Lệ Thu (60), Phương Anh (62), Phương Ý (62) |